# Solaris (película de 2002)
Solaris es una película de ciencia ficción estrenada en 2002 dirigida por Steven Soderbergh. Se trata de la tercera adaptación audiovisual de la novela homónima de Stanislaw Lem publicada en 1961. Su reparto está encabezado por George Clooney y Natascha McElhone. Obtuvo 2 premios y 11 nominaciones pero no alcanzó el reconocimiento crítico de la adaptación cinematográfica dirigida por Andréi Tarkovsky (1972).

## Sinopsis
El doctor Chris Kelvin (George Clooney) se encarga de investigar el comportamiento de un pequeño grupo de científicos a bordo de la estación espacial Prometheus, situada sobre el lejano planeta Solaris, constituido por un inmenso océano. Cuando la expedición de rescate llega al lugar, encuentra un panorama sombrío. Casi todos los miembros de la base han muerto, y los que quedan parecen enloquecidos. Lo mismo que podría estar sucediéndole a Kelvin, pues se despierta junto a su mujer, fallecida unos años atrás.

## Reparto
- George Clooney - Doctor Chris Kelvin
- Natascha McElhone - Rheya
- Viola Davis - Doctora Gordon
- Jeremy Davies - Snow
- Ulrich Tukur - Doctor Gibarian
- John Cho - Emisario
- Morgan Rusler - Emisario
- Shane Skelton - Hijo de Gibarian
- Donna Kimball - Señora Gibarian
- Michael Ensign - Amigo
- Elpidia Carrillo - Amiga
- Kent Faulcon - Paciente
- Lauren Cohn - Paciente

## Producción
Basada en la novela de Stanisław Lem y en la película de 1972 dirigida por Andréi Tarkovski está versión se ambientada en un entorno futurista, si bien el planeta Solaris (cubierto por un océano vivo) que es el principal protagonista de la historia, no se representa como en la novela. En la adaptación de Tarkovsky la trama central describe el contacto con inteligencia extraterrestre, la incomunicación y los esfuerzos de los humanos por comunicarse con un inmenso ser vivo al que no pueden comprender: el océano del planeta. Por contra el enfoque de Soderbergh se centra en la historia romántica: el reencuentro del protagonista con la mujer que amaba. El director también se encargó del guion, la fotografía y el montaje. El productor ejecutivo es James Cameron que no quiso dirigirla.

## Recepción
La película obtiene valoraciones mayoritariamente positivas en los portales de información cinematográfica, tanto entre la crítica profesional como entre los usuarios. En IMDb con más de 87.000 votaciones alcanza una valoración de 6,2 sobre 10.En FilmAffinity, con más de 13.200 votos computados, obtiene una calificación de 5,2 sobre 10.El agregador de reseñas Rotten Tomatoes le otorga la calificación de "fresco" para el 66% de las críticas profesionales y para el 59% entre las más de 25.000 puntuaciones de sus usuarios.
Mirito Torreiro en su crítica para la revista Fotogramas le otorga 2 estrellas de 5, incidiendo en que esta versión no es una adaptación de la película de 1972 sino una nueva adaptación de la novela apuntando que sobre "un discurso introspectivo sobre el destino del ser humano, sobre el albedrío y el compromiso personal, sobre la memoria y sus trampas, no cabe duda de que el filme de Soderbergh se queda muy lejos del de Tarkovsky".Por contra Roger Ebert le otorgó una valoración de 3,5 sobre 4 destacando que "la versión de Soderbergh es más limpia y ligera, más accesible, pero presta atención a las ideas y se compromete con ellas".